# Palazzo Spinelli (Reggio Calabria)

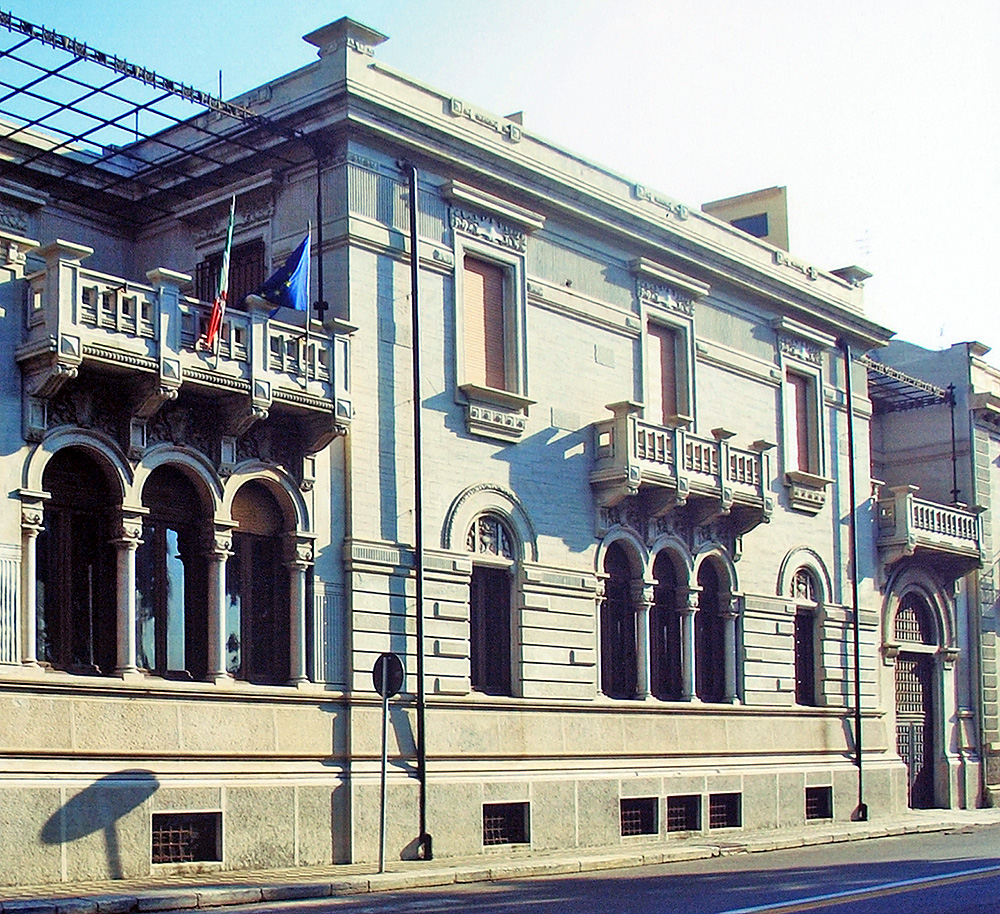
Palazzo Spinelli in Reggio Calabria, Seitenfassade zum Corso Vittorio Emanuele III

Der Palazzo Spinelli ist ein Jugendstilpalast aus den 1920er-Jahren im historischen Zentrum von Reggio Calabria in der italienischen Region Kalabrien. Zwischen der Villa Genovese Zerbi und dem Palazzo Giuffrè liegt er im Block zwischen dem Corso Vittorio Emanuele III, der Via Giulia und der Via Zecca. Dort war das Rektorat der Universität Reggio Calabria untergebracht.

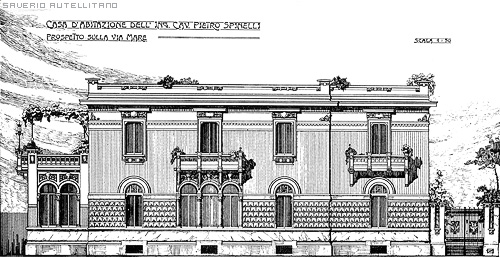
Projektzeichnung des Palazzo Spinelli

Das Projekt für den Palast wurde der örtlichen Baukommission im Juli 1920 namens des Bauingenieurs Pietro Spinelli (des künftigen Eigentümers) zur Prüfung vorgelegt, obwohl das Gebäude von Bauingenieur Gino Zani projektiert werden sollte.
In seiner Zeichnung schaffte es Zani, die Erhabenheit der Architektur, die bei öffentlichen Gebäuden zur Anwendung kam, durch die Eleganz des Stils und die Finesse der Verzierungen zu ersetzen: Der Palazzo Spinelli stellt tatsächlich eines der originalsten Beispiele für die Architektur des Jugendstils im Gebiet von Reggio Calabria dar.

## Beschreibung
Der Palast sticht durch seinen dezenten und eleganten Stil heraus: Die Rundbogenfenster, die Säulen, die Balustrade, die Veranda oben mit dem hängenden Garten und das große Eingangsportal stellen ein Symbol für das schöne und freundliche Reggio Calabria der Vergangenheit dar.
Das Gebäude besteht aus einem Tiefparterre und zwei Vollgeschossen und hat einen rechteckigen Grundriss. Der Eingang ist an der Via Zecca und vor ihm liegt ein Hof mit Garten und Zaun aus künstlerisch bearbeiteten, schmiedeeisernen Elementen. Er führt in ein weites Atrium, das durch mit Textiltapeten verkleidete Wände und eine hölzerne Kassettendecke gekennzeichnet ist. Eine Holztreppe führt zu den oberen Stockwerken. Darüber hinaus gibt es einen Versammlungssaal mit einem offenen Kamin und originalen Möbeln.

### Hauptfassade an derVia Zecca

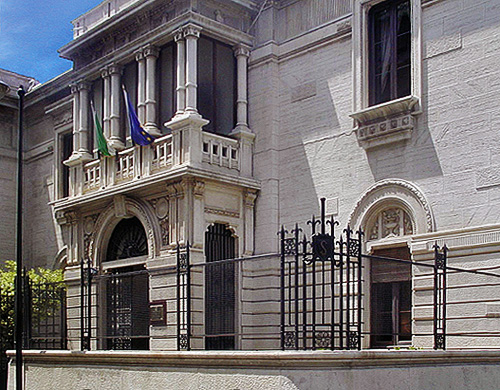
Fassade zur Via Zecca

Die Hauptfassade zur Via Zecca zeigt in der Mitte einen vorspringenden Bauteil, der im Erdgeschoss den Rundbogeneingang mit Dekorationen aus floralen Motiven enthält und im Obergeschoss durch Konsolen gestützte Fenster, die von Rahmen geschmückt werden.

### Fassaden zur Seeseite und zurVia Giulia
Die anderen beiden Fassaden zeigen im Tiefparterre vergitterte Fenster und darüber das mit Bossenwerk verkleidete Erdgeschoss mit Rundbogenfenstern und an den Ecken dreigeteilten Fenstern mit Säulen. Im Obergeschoss sind die Fensteröffnungen mit Balkonen komplettiert, die Balustraden mit geometrischen Motiven haben. An den Gebäudeeckne wählte man die charakteristische Lösung großer Veranden mit hängendem Gärten, an denen ebenfalls Elemente aus Schmiedeeisen im Jugendstil verwendet wurden. Entlang aller Fassaden verläuft ein Traufgesims und einer einfachen Balustrade darüber.